# 西竹岔战斗
西竹岔战斗，是中国共产党建立的闽东苏区在第一次国共内战的历史上发生的最大的一场战役，发生于民国24年（1935年）1月15日的福建省霞浦县柘洋地区（今福建省柘荣县），该战役交战双方分别是由叶飞率领中国工农红军闽东独立师和国军新十师，红军在南山一带（在今柘荣县黄柏乡）潜伏一夜后在社坪、洪坑一带（在今柘荣县楮坪乡）伏击国军，最终以红军主动撤出战场而告终。

## 历史

### 背景
1933年—1934年间，中国共产党的武装力量在闽东地区得以扩张，中共闽东临时特委、闽东苏维埃政府和闽东独立师相继成立。1934年10月19日，闽东独立师第2团在彭家山一带伏击了国军新十师，以死10人、伤20人的代价毙伤国军100余人。11月，国民政府将闽东地区划为第12绥靖区，统辖新10师、78师、87师和福建省保安队。在国军的强力围剿下，闽东苏区大片领土被国军收复。1935年1月，闽东特委在福安县洋面山召开紧急会议，决议突围并撤离闽东苏区的中心，开展游击战。

### 过程
1935年1月12日，闽东独立师和赤卫队2000多名成员开始向柘洋地区转移。根据洋面山会议的安排，国军新十师第三团在途径苏家洋瓦窑岗（今属楮坪乡）时，红军游击队在西竹岔方向开枪，将国军诱骗至西竹岔一带，独立师借助地形优势在西竹岔向国军开火，双方爆发激烈的战斗。国军被压在山谷底部后，凭借装备优势发动突围，至下午3点，国军在发动几次佯攻，消耗了红军大部分弹药后发动总突围，红军付出较大的损失，为保存实力遂主动撤出战斗。撤离后，红军分两路，分别由师长冯品泰、政委叶飞率领向柘洋内部撤退，两军在翌日会合于英山。

## 遗址
1998年12月，中共柘荣县委、柘荣县人民政府在西竹岔北侧设立“西竹岔战斗纪念碑”。
2018年9月7日，福建省人民政府将西竹岔战斗遗址列为第九批省级文物保护单位，该遗址现存有红军战壕、红军阵亡将士埋葬坑等遗迹。社坪村后门山的8平方公里范围内被划入保护地带，而战斗发生前夜，红军驻扎的蒲洋村南山一带约1.5平方公里也被划为附属保护单位。
被列入省级文物保护单位后，柘荣县政府开始大力开发当地的红色旅游项目，前后累计投资1000万元人民币，修建了战斗展示馆、红色文创展厅、土楼风格的民宿等。2023年，西竹岔战斗遗址以“烽火西竹岔”的名义，与同属柘荣的溪口村、上黄柏村和半岭村等地共同入选中国AA级旅游景区。